# Axel Witsel
Axel Laurent Angel Lambert Witsel (sinh ngày 12 tháng 1 năm 1989) là một cầu thủ bóng đá chuyên nghiệp người Bỉ hiện đang thi đấu cho câu lạc bộ La Liga Atlético Madrid và đội tuyển bóng đá quốc gia Bỉ. Vị trí sở trường của anh là tiền vệ phòng ngự hoặc trung vệ.

## Thống kê sự nghiệp câu lạc bộ
Tính đến ngày 20 tháng 10 năm 2020
| Câu lạc bộ            | Mùa giải            | Giải đấu                    | Giải đấu | Giải đấu | Cúp quốc gia | Cúp quốc gia | Cúp liên đoàn | Cúp liên đoàn | Châu Âu | Châu Âu | Khác | Khác | Tổng cộng | Tổng cộng |
| Câu lạc bộ            | Mùa giải            | Giải đấu                    | Trận     | Bàn      | Trận         | Bàn          | Trận          | Bàn           | Trận    | Bàn     | Trận | Bàn  | Trận      | Bàn       |
| --------------------- | ------------------- | --------------------------- | -------- | -------- | ------------ | ------------ | ------------- | ------------- | ------- | ------- | ---- | ---- | --------- | --------- |
| Standard Liège        | 2006–07             | Belgian Pro League          | 16       | 2        | —            | —            | —             | —             | 1       | 0       | —    | —    | 17        | 2         |
| Standard Liège        | 2007–08             | Belgian Pro League          | 33       | 7        | —            | —            | —             | —             | 3       | 1       | —    | —    | 36        | 8         |
| Standard Liège        | 2008–09             | Belgian Pro League          | 35       | 8        | —            | —            | —             | —             | 10      | 1       | 1    | 0    | 46        | 9         |
| Standard Liège        | 2009–10             | Belgian Pro League          | 27       | 5        | 1            | 1            | —             | —             | 12      | 4       | 1    | 1    | 41        | 11        |
| Standard Liège        | 2010–11             | Belgian Pro League          | 37       | 10       | 6            | 2            | —             | —             | —       | —       | —    | —    | 43        | 12        |
| Standard Liège        | Tổng cộng           | Tổng cộng                   | 148      | 32       | 7            | 3            | 0             | 0             | 26      | 6       | 2    | 1    | 183       | 42        |
| Benfica               | 2011–12             | Primeira Liga               | 29       | 1        | 4            | 2            | 2             | 0             | 14      | 2       | —    | —    | 49        | 5         |
| Benfica               | Tổng cộng           | Tổng cộng                   | 29       | 1        | 4            | 2            | 2             | 0             | 14      | 2       | 0    | 0    | 49        | 5         |
| Zenit Sankt Peterburg | 2012–13             | Giải bóng đá ngoại hạng Nga | 19       | 4        | 3            | 0            | —             | —             | 9       | 1       | —    | —    | 31        | 5         |
| Zenit Sankt Peterburg | 2013–14             | Giải bóng đá ngoại hạng Nga | 29       | 4        | 1            | 0            | —             | —             | 11      | 0       | 1    | 0    | 42        | 4         |
| Zenit Sankt Peterburg | 2014–15             | Giải bóng đá ngoại hạng Nga | 28       | 4        | 1            | 0            | —             | —             | 13      | 2       | —    | —    | 42        | 6         |
| Zenit Sankt Peterburg | 2015–16             | Giải bóng đá ngoại hạng Nga | 29       | 3        | 4            | 2            | —             | —             | 7       | 1       | 1    | 0    | 41        | 6         |
| Zenit Sankt Peterburg | 2016–17             | Giải bóng đá ngoại hạng Nga | 16       | 1        | 1            | 0            | —             | —             | 6       | 0       | 0    | 0    | 23        | 1         |
| Zenit Sankt Peterburg | Tổng cộng           | Tổng cộng                   | 121      | 16       | 10           | 2            | 0             | 0             | 46      | 4       | 2    | 0    | 179       | 22        |
| Thiên Tân Quyền Kiện  | 2017                | Chinese Super League        | 27       | 4        | 2            | 0            | —             | —             | —       | —       | —    | —    | 29        | 4         |
| Thiên Tân Quyền Kiện  | 2018                | Chinese Super League        | 9        | 1        | 1            | 1            | —             | —             | 8       | 0       | —    | —    | 18        | 2         |
| Thiên Tân Quyền Kiện  | Tổng cộng           | Tổng cộng                   | 36       | 5        | 3            | 1            | —             | —             | 8       | 0       | 0    | 0    | 47        | 6         |
| Borussia Dortmund     | 2018–19             | Bundesliga                  | 33       | 4        | 3            | 1            | —             | —             | 7       | 1       | —    | —    | 36        | 5         |
| Borussia Dortmund     | 2019–20             | Bundesliga                  | 28       | 4        | 3            | 0            | —             | —             | 7       | 0       | 1    | 0    | 39        | 4         |
| Borussia Dortmund     | 2020–21             | Bundesliga                  | 4        | 0        | 1            | 0            | —             | —             | 1       | 0       | 0    | 0    | 6         | 0         |
| Borussia Dortmund     | Tổng cộng           | Tổng cộng                   | 65       | 8        | 7            | 1            | —             | —             | 15      | 1       | 1    | 0    | 88        | 10        |
| Tổng cộng sự nghiệp   | Tổng cộng sự nghiệp | Tổng cộng sự nghiệp         | 402      | 63       | 28           | 7            | 4             | 2             | 109     | 12      | 5    | 1    | 549       | 85        |

### Bàn thắng quốc tế
Bàn thắng và kết quả của Bỉ được để trước.
| #   | Ngày                 | Địa điểm                                     | Đối thủ          | Bàn thắng | Kết quả | Giải đấu                    |
| --- | -------------------- | -------------------------------------------- | ---------------- | --------- | ------- | --------------------------- |
| 1.  | 26 tháng 3 năm 2008  | Sân vận động Nhà vua Baudouin, Brussels, Bỉ  | Maroc            | 1–2       | 1–4     | Giao hữu                    |
| 2.  | 17 tháng 11 năm 2009 | Sân vận động Louis Dugauguez, Sedan, Pháp    | Qatar            | 1–0       | 2–0     | Giao hữu                    |
| 3.  | 9 tháng 2 năm 2011   | Jules Ottenstadion, Ghent, Bỉ                | Phần Lan         | 1–0       | 1–1     | Giao hữu                    |
| 4.  | 25 tháng 3 năm 2011  | Sân vận động Ernst Happel, Viên, Áo          | Áo               | 1–0       | 2–0     | Vòng loại Euro 2012         |
| 5.  | 25 tháng 3 năm 2011  | Sân vận động Ernst Happel, Viên, Áo          | Áo               | 2–0       | 2–0     | Vòng loại Euro 2012         |
| 6.  | 4 tháng 9 năm 2014   | Sân vận động Maurice Dufrasne, Liège, Bỉ     | Úc               | 2–0       | 2–0     | Giao hữu                    |
| 7.  | 17 tháng 6 năm 2016  | Sân vận động Bordeaux mới, Bordeaux, Pháp    | Cộng hòa Ireland | 2–0       | 3–0     | Euro 2016                   |
| 8.  | 10 tháng 10 năm 2016 | Sân vận động Algarve, Faro/Loulé, Bồ Đào Nha | Gibraltar        | 2–0       | 6–0     | Vòng loại World Cup 2018    |
| 9.  | 31 tháng 8 năm 2017  | Sân vận động Nhà vua Baudouin, Brussels, Bỉ  | Gibraltar        | 4–0       | 9–0     | Vòng loại World Cup 2018    |
| 10. | 8 tháng 9 năm 2010   | Sân vận động Nhà vua Baudouin, Brussels, Bỉ  | Gibraltar        | 1–1       | 5–1     | UEFA Nations League 2020–21 |
| 11. | 2 tháng 9 năm 2021   | Sân vận động Lilleküla, Tallinn, Estonia     | Estonia          | 4–1       | 5–2     | Vòng loại World Cup 2022    |
| 12. | 8 tháng 6 năm 2022   | Sân vận động Nhà vua Baudouin, Brussels, Bỉ  | Ba Lan           | 1–1       | 6–1     | UEFA Nations League 2022–23 |